# Estadio Clipper Magazine

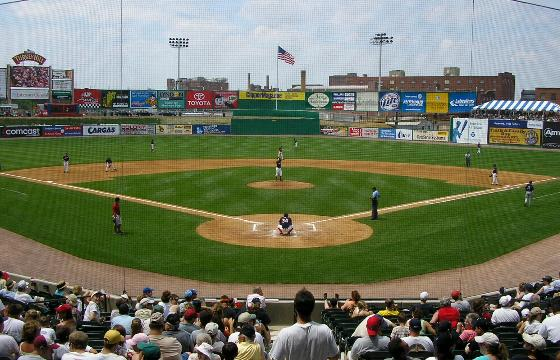
Vista interior del estadio

El Estadio Clipper Magazine es un estadio del béisbol con 6.000 asientos en Lancaster (Pensilvania) que se inauguró el 11 de mayo de 2005, con un partido ante el Atlantic City Surf. Fue construido como nuevo hogar del equipo de béisbol de Lancaster Barnstormers, el primer en Lancaster en 44 años. Mientras que la tierra se rompió para el estadio nuevo de Lancaster, una compañía local, Clipper Magazine, compró las derechas de nombramiento. Los artículos de menú de las características del estadio produjeron en el condado de Lancaster tal como perros calientes, los cheesesteaks Filadelfía, pizza, cerveza, los emparedados y los abrigos, barbacoa, y las tortas del embudo. El Estadio Clipper Magazine también ofrece un carrusel para los niños y una exhibición que proporcione la información sobre la historia del béisbol de Lancaster. 
El Estadio Clipper Magazine recibe una Celebración de la Herencia Hispánica una vez que cada estación en la coordinación con la ciudad del Puertorriqueña Festival Anual de Lancaster, que es en su 27mo año. Además de honrar a la comunidad hispánica de Lancaster, el equipo de Barnstormers usa los jerséis especiales, los ingresos de los cuales se donan a la Spanish-American Lancaster Sports Association (SALSA) y Play Ball USA. 
El Juego de Estrellas 2007 de la Liga Atlántica será jugado en Estadio Clipper Magazine el 21 de julio. El juego y sus festividades relacionadas showcase el condado de Lancaster y celebrarán la décima estación de la Liga Atlántica del Béisbol Profesional. 

## Historia
Cuarenta y cuatro años antes de la abertura del Estadio Clipper Magazine y de la estación inaugural de los Lancaster Barnstormers, las Rosas Rojas de Lancaster entretuvo a entusiastas del béisbol durante 20 años en el Campo Stumpf. Los esfuerzos para un estadio nuevo y un nuevo equipo comenzaron en 1987, y cuál era un largo, batalla de 16 años finalmente pagada apagado con un aviso en 2003. El Estado Libre Asociado de Pensilvania convino la mitad del fondo áspero del coste con Keystone Baseball, LLC y la ciudad de Lancaster que cubría el resto. Originalmente, el estadio era empizarrado ser construido en el municipio de Manheim, pero los planes nunca materializaron debido a una cierta controversia. Uno politican deseó utilizar dominio eminente para asumir el control algunas tierras de labrantío para construir el estadio encendido, y otro deseó construir un estadio en un área que estaba con problemas tráficas. La mayoría de los políticos locales prefirieron un estadio de béisbol céntrico para revitalizar una vecindad desmantelada. La Autoridad del Reconstrucción del Condado de Lancaster colocado en un sitio en la esquina de las calles del Norte Prince y de Frederick, donde una compañía llamó a Ace Rents había existido. Ace Rents atascaron inicialmente el proceso, pero vinieron rápidamente a un acuerdo pues no desearon ser un topetón en el camino. La ceremonia fue llevada a cabo el 28 de abril de 2004 y el Estadio Clipper Magazine fue acabado momentos antes de que se abrió el 11 de mayo de 2005.

## Las atracciones del estadio
- Weis Markets Parque por Niños-Proporcionan la hospitalidad para los niños de un carrusel, de gyms de la selva, de una pared que sube, y de los varios inflatibles.
- Turkey Hill Zona del Cumpleaños-Una facilidad para celebrar ese día especial en el estadio.
- Cylo's Clubhouse-Más para los niños que ofrecen la mascota del Barnstormers, Cylo, una grande vaca roja.
- Coors Light Home Run Pavilion-funciona artículos locales del alimento como cheesesteaks, perros calientes Pensilvania-alemán, empanadas “whoopie”, Tastykakes, helado de Turkey Hill, y alimento regular del estadio de béisbol. El Pavilion también ofrece la cerveza de la Lancaster Brewing Company, Stoudt's Brewing Company, y Coors.
- Historia de Béisbol en Lancaster-Una ilustración del  de la historia del béisbol del condado de Lancaster. .
- La Tienda de Regalos, The Inside Corner-La ropa y los regalos oficiales de los Lancaster Barnstormers.
- Mural de Richard M. Scott-Un mural dedicó a alcalde anterior, Richard M. Scott, que inició el esfuerzo de traer béisbol de nuevo a Lancaster. Está situado en la entrada del estadio.
- Asiento del Césped-Permite aún más ventiladores, con las mantas o las sillas del césped, para mirar el juego. Hay también un cierto asiento del bleacher a lo largo de las paredes a lo largo del campo izquierdo. Amplía la capacidad oficial sobre a 7500.

El Estadio Clipper Magazine está situado en la esquina del noroeste de la ciudad de Lancaster y confinado por Harrisburg Pike al sudoeste, la calle Norte Prince del este, y de la calle Oeste Ross al norte.
- Datos: Q5134375
- Multimedia: Clipper Magazine Stadium / Q5134375